# Entertainment Monitoring Africa
Entertainment Monitoring Africa (Mediaguide) est un classement hebdomadaire de musique en Afrique du Sud.